# Oscar imprésario
Oscar imprésario est un film muet français réalisé par Louis Feuillade et sorti en 1913.

## Fiche technique
- Réalisation : Louis Feuillade
- Société de production : Société des Etablissements L. Gaumont
- Format : film muet - Noir et blanc  - 1,33:1 - 35 mm
- Métrage : 300 m
- Genre : Comédie
- Date de sortie : 
  - France : 20 novembre 1913

## Distribution
- Léon Lorin : Oscar